# Атлас (математика)
Атлас — поняття диференціальної геометрії, що дозволяють ввести гладку структуру на многовиді . 

## Визначення
Нехай {\displaystyle K} — числове поле (наприклад {\displaystyle \mathbb {R} } або {\displaystyle \mathbb {C} }),
{\displaystyle X} — топологічний простір.
- Карта — це пара {\displaystyle (U,f)}, де

{\displaystyle U} — відкрита множина в {\displaystyle X}
{\displaystyle f} — гомеоморфізм з {\displaystyle U} у відкриту множину в {\displaystyle K^{n}}
- Якщо області визначення двох карт {\displaystyle \,(U_{1},f_{1})} і {\displaystyle \,(U_{2},f_{2})} перетинаються ({\displaystyle U_{1}\cap U_{2}\neq \emptyset }), то між множинами {\displaystyle f_{1}^{-1}(U_{2})} і {\displaystyle f_{2}^{-1}(U_{1})} є взаємно обернені відображення (гомоморфізми), що називаються відображеннями склеюваннями :
{\displaystyle {\begin{matrix}f_{12}=f_{1}\circ f_{2}^{-1}|_{f_{2}(U_{1}\cap U_{2})}&:\ f_{2}(U_{1}\cap U_{2})\to f_{1}(U_{1}\cap U_{2})\\f_{21}=f_{2}\circ f_{1}^{-1}|_{f_{1}(U_{1}\cap U_{2})}&:\ f_{1}(U_{1}\cap U_{2})\to f_{2}(U_{1}\cap U_{2})\end{matrix}}}

- Атлас — це множина узгоджених карт {\displaystyle \,\{(U_{\alpha },f_{\alpha })\}}, {\displaystyle \alpha \in {\mathcal {A}}}, така, що {\displaystyle \,\{U_{\alpha }\}} утворює покриття простору {\displaystyle X}. Тут {\displaystyle {\mathcal {A}}} — деяка множина індексів. При цьому атлас називається гладким (класу {\displaystyle \,C^{k}}) або аналітичним, якщо функції заміни координат {\displaystyle \,f_{\alpha _{1}\,\alpha _{2}}} для всіх карт гладкі (класу {\displaystyle \,C^{k}}) або аналітичні.

- Два гладкі (аналітичні) атласи називаються узгодженими, якщо їх об'єднання також є гладким (аналітичним) атласом.